# Charles Piot

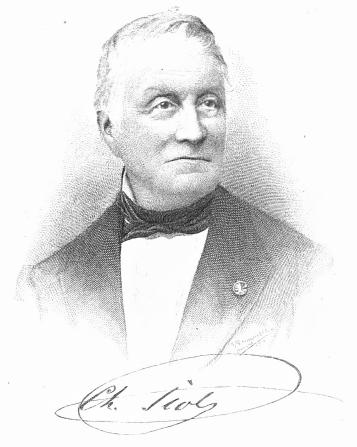
Een portret van Charles Piot, met zijn handtekening. (Uit: J. CUVELIER, "Notice sur la vie et les travaux de Guillaume-Joseph-Charles Piot. Membre de l'Académie", Annuaire de l'Académie royale des sciences, des lettres et des sciences morales et politiques et des beaux-arts de Belgique, 87 (1921), 159-216.)

Guillaume Joseph Charles (Charles of Karel) Piot (Leuven, 17 oktober 1812 - Sint-Gillis, 28 mei 1899) was een Belgisch historicus, oudheidkundige, numismaat en rijksarchivaris. Van 1886 tot 1897 was hij algemeen rijksarchivaris.

## Levensloop
Charles Piot werd na de scheiding van zijn ouders, Georges Piot en Anne-Marie van Bockel, opgevoed door zijn oom Ange-Michel
Piot. Piot behaalde op 27 november 1834 de graad van doctor in de rechten aan de Rijksuniversiteit Leuven. Niet alleen zorgde zijn oom zo voor een goede opvoeding, hij stimuleerde ook de liefde voor kunst bij zijn neef. Charles Piot had vooral een passie voor muziek, die zich uitte in de studie van muziekgeschiedenis en het bespelen van viool. Daarnaast had hij een aanleg voor tekenen.
Op 21 april 1842 trouwde hij met Catherine-Ermelinde Wattecamps (Vorst, 3 januari 1817 - Madrid, 22 oktober 1892). Het echtpaar vestigde zich in Elsene. In 1853 verloren ze hun zevenjarig dochtertje. Hierop verhuisden ze weer naar Leuven. Toen in 1855 hun vierde kind geboren werd, kwamen ze toch terug naar Elsene. In 1861 huwde hun dochter Marie-Cécile Piot met Felix-Henri d'Hoop, die als archivaris in het Algemeen Rijksarchief werkte.
Piot probeerde in zijn levensstijl de drukte van het heden te overstijgen. Politiek interesseerde hem niet, zodat hij zelfs nooit op een krant geabonneerd is geweest. Aan het einde van zijn leven kleedde hij zich nog precies zoals zestig jaar eerder. Een zakhorloge droeg hij nooit. Hij leefde sober en punctueel, met lange wandelingen.
In 1885 werd hij officier in de Leopoldsorde, na zijn pensioen werd hij op 29 maart 1897 commandeur. Daarnaast was hij ridder in de Orde van de Eikenkroon en de Frans Jozef-Orde en commandeur in de Orde van Isabella de Katholieke.

## Historicus, oudheidkundige en archivaris
In 1839 verscheen het eerste boek van Piot, zijn Histoire de la ville de Louvain. Het was stadsgenoot A.G.B. Schayes (1808-1859) die hem inwijdde in de oudheidkunde en de Romeinse tijd. Zo zou Piot na het overlijden van zijn vriend het derde deel van de nieuwe uitgave van La Belgique et les Pays-Bas, avant et pendant la domination romaine (Brussel, 1859) verzorgen.
Ongetwijfeld was het door zijn contacten met Schayes, sinds 1835 werkzaam in het Algemeen Rijksarchief, dat Piot probeerde een functie bij deze instelling te verkrijgen. Hij had echter een geduchte concurrent, namelijk Alphonse Wauters, die de voorkeur van algemeen rijksarchivaris Louis-Prosper Gachard genoot. Gachard had namelijk de vrees dat Piot zich eerder zou bezighouden met geschiedschrijving dan met het te verrichten klasseer- en inventariseerwerk. Toch was het Piot die op 7 augustus 1840 aangesteld werd tot second commis. In 1847 werd hij, bij het vertrek van Schayes, die conservator van het museum in de Hallepoort werd, gepromoveerd tot werknemer van eerste klasse. Doorheen de jaren klom hij steeds verder op. Hij zou wel altijd in de schaduw van Gachard blijven staan.
Zo werd Piot in 1870 adjunct-archivaris. Vanaf dan hield hij zich bezig met het opstellen van inventarissen en het verzorgen van bronuitgaven. Op 12 januari 1886 werd hij uiteindelijk algemeen rijksarchivaris, ter vervanging van de overleden Gachard. Onder zijn leiding verhuisde in 1891 het Algemeen Rijksarchief en kon in 1896 eindelijk een Rijksarchief te Antwerpen opgericht worden. In 1895 werd een rijksexamen voor archivarissen ingesteld. Volgens Piot moest dit examen ook de geschiedenis en instellingen van het hedendaagse België behandelen. Net als in zijn interesse voor sociale en economische geschiedenis, stond hij op dat moment vrijwel alleen met deze gedachte.
Een ministeriële omzendbrief uit 1897 bracht Piot onder de aandacht dat werknemers niet langer dan tot hun zevenenzestigste mochten werken. De rijksarchivaris nam deze circulaire persoonlijk op en op 18 maart 1897 legde hij zijn functies neer. Niet alleen gaf hij zijn post van algemeen rijksarchivaris op, maar ook zijn plaats in de Koninklijke Commissie voor Monumenten (sinds 1860), de Koninklijke Commissie voor Geschiedenis en de Conseil d'administration de la Bibliothèque royale (sinds 1889).

## Numismaat
Buiten het Rijksarchief kon Piot wel een hoofdrol spelen, zoals in de numismatiek. Vanaf 17 april 1846 was Piot verbonden aan de Koninklijke Bibliotheek. In zijn vrije tijd werkte hij daar aan de catalogus van de munten en penningen. Later zou hem ook de zorg over het Penningkabinet toevertrouwd worden. In 1870 nam hij hier ontslag, toen hij gepromoveerd werd tot adjunct-archivaris in het Rijksarchief.
Piot was in 1841 een van de oprichters van het Koninklijk Belgisch Genootschap voor Numismatiek, waar hij onder meer instond voor de uitgave van de Revue de la Numismatique belge. Tussen 1845 en 1858 verschenen meer dan honderd bijdragen van zijn hand. Hij zou actief blijven in het genootschap tot in 1869.

## Lid van commissies en genootschappen
Een werkstuk van Piot, Les Pagi de la Belgique et leurs subdivisions, pendant le moyen âge werd in 1871 door de Académie royale des sciences, des lettres et des beaux-arts de Belgique bekroond. Op 10 mei 1875 werd Piot gekozen tot corresponderend lid van de Académie royale des sciences, des lettres et des beaux-arts de Belgique, klasse der Lettres et des Sciences morales et politiques. Vanaf 5 mei 1879 was hij gewoon lid, in 1885 was hij bestuurder van zijn klasse en voorzitter van de Académie. Hij zou als lid in het Bulletin vooral artikels over de kunstgeschiedenis laten verschijnen. Ook aan de Biographie Nationale was hij een ijverig medewerker, als auteur van drieënzestig artikels.
Van de Koninklijke Commissie voor Geschiedenis was hij vanaf 10 mei 1875 plaatsvervangend lid. Op 17 april 1878 werd hij gekozen tot werkend lid. Zoals aangehaald, trok hij zich in 1897 terug uit al zijn functies. Hij nam ontslag op 20 mei 1897. Maar liefst zeventien uitgaven van hem zouden in de schoot van deze commissie verschijnen.
Van de Commission royale pour la publication des anciennes lois et ordonnances de la Belgique was hij sinds 1886 lid. Daarnaast was hij lid van allerlei binnen- en buitenlandse genootschappen, van de Luxemburgse Société royale Grand-Ducale in 1846 tot in 1898 de Spaanse Real Academia de la Historia.